# Dixeia doxo
Dixeia doxo é uma borboleta da família Pieridae e é nativa da África Austral.
A envergadura é 34-40 mm nos machos e 36-42 mm nas fêmeas. O período do voo é o ano todo.
As larvas se alimentam de espécies de Capparis.

## Subespécies
Listados em ordem alfabética.
- D. d. alberta (Grünberg, 1912) (República Democrática do Congo oriental, Tanzânia central e norte-central)
- D. d. costata Talbot, 1943 (Uganda, oeste do Quénia, costa da Tanzânia)
- D. d. doxo (Senegal, Burkina Faso, norte de Gana, norte da Nigéria e oeste do Sudão)
- D. d. parva Talbot, 1943 (Malawi, Zâmbia, Moçambique, Zimbábue, África do Sul)
- D. d. venatus (Butler, 1871) (sudoeste da Etiópia, sul do Sudão)